# Freden vid Hudaybiyyah
Freden vid Hudaybiyyah (arabiska: صلح الحديبية) var en händelse som ägde rum under den islamiske profeten Muhammeds liv. Trots att man enligt gammal arabisk sed fick besöka Kaba i Mecka obeväpnat stoppades Muhammed och hans följe från att nå Mecka av Qureish. Muhammed hade skickat Uthman till Mecka för att medla. Men Qureish arresterade honom och det ryktades om att de skulle avrätta honom. Därefter bad Muhammed muslimerna att svära lydnad till Muhammed. Sedan skickade Qureish ett ombud till muslimerna och ett fredsavtal skipades. Muslimerna blev tvungna att återvända till Medina efter fredsavtalet, men de fick återvända året efter enligt avtalet.